# 2011년 이와테현 해역 지진
2011년 이와테현 해역 지진은 2011년 3월 11일 오후 3시 8분 일본 이와테현 앞바다에서 일어난 규모 M7.4의 지진이다. 이 지진은 같은 날 오후 2시 46분에 일어났던 도호쿠 지방 태평양 해역 지진의 여진이다. 이 여진으로 아오모리 현과 이와테 현 일부에 진도 5약의 진동을 감지했고, 홋카이도와 긴키 지역 전역에 진도 4 이상의 진동을 감지했다.
단층은 동서 45km, 남북 40km의 크기이며 본진의 초기 단층파괴 시작점(진원)보다 육지 쪽에 가까웠다. 본진 당시 단층 파괴가 크지 않은 곳에서 일어났다. 최대 단층 미끄럼량은 3.9m였다.
이 지진은 관측 기록상으로는 알 수 없으나 진원 위치와 깊이, 지진 발생 구조 상 본진과 비슷해 지진 해일이 크게 일어났을 것으로 추측된다. 또한 본진으로 만들어진 지진 해일에 영향을 주고 이후 덮친 해일에 많은 영향을 주었을 것으로 추측하고 있다.

## 진도
진도4 이상의 흔들림을 관측한 곳은 다음과 같다.
| 진도 | 도도부현   | 시구정촌 |
| ---- | ---------- | --- |
| 5약  | 아오모리현 | 하치노헤시 시치노헤정 도호쿠정 고노헤정 난부정 하시카미정 오이라세정 히가시도리촌                                                                                            |
| 5약  | 이와테현   | 후다이촌 모리오카시 니노헤시 다키자와 촌 야하바정 |
| 4    | 홋카이도   | 신치토세 공항 하코다테시 무카와정 니캇푸정 |
| 4    | 아오모리현 | 아오모리시 히라나이정 쓰가루시 소토가하마정 후지사키정 히라카와시 도와다시 미사와시 노헤지정 로쿠노헤정 요코하마정 롯카쇼촌 산노헤정 닷코정 신고촌 무쓰시                    |
| 4    | 이와테현   | 미야코시 구지시 야마다정 다노하타촌 노다촌 히로노정 오후나토시 시즈쿠이시정 구즈마키정 하나마키시 기타카미시 도노시 이치노세키시 가네가사키정 히라이즈미정 니시와가정 오슈시 |
| 4    | 미야기현   | 게센누마시 와쿠야정 구리하라시 도메시 미나미산리쿠정 오사키시 마루모리정 마쓰시마정                                                                                          |
| 4    | 아키타현   | 이카와정 아키타시 유리혼조시 니카호시 오다테시 요코테시 미사토정 다이센시 |
| 4    | 야마가타현 | 사카타시 나카야마정 |